# 1939–1940-es magyar női nagypályás kézilabda-bajnokság
Az 1939–1940-es magyar női nagypályás kézilabda-bajnokság a tizenharmadik női nagypályás kézilabda-bajnokság volt. A bajnokságban hat csapat indult el, a csapatok két kört játszottak.
A bajnokság során felmerült a gyanú, hogy a Goldberger egyik játékosa két különböző néven, két különböző igazolással az első- és a másodosztályban is játszott. Mivel a csapat többszöri felszólításra sem igazolta, hogy a két igazolás tényleg két különböző személyhez tartozik, a szövetség a GSE minden meccsét 0:0 gólaránnyal az ellenfélnek ítélte, így a bajnokcsapatból utolsó helyezett lett.

## Tabella
| #  | Csapat                    | M  | Gy | D | V  | G+ | G- | P  | Megjegyzés |
| -- | ------------------------- | -- | -- | - | -- | -- | -- | -- | ---------- |
| 1. | Magyar Posztó SE          | 10 | 8  | 0 | 2  | 26 | 14 | 16 |            |
| 2. | Kistex SE                 | 10 | 7  | 1 | 2  | 12 | 13 | 15 |            |
| 3. | Magyar Pamut SC           | 10 | 5  | 2 | 3  | 18 | 19 | 12 |            |
| 4. | Olympia DNSE              | 10 | 5  | 2 | 3  | 18 | 19 | 12 |            |
| 5. | Angol–Magyar Cérnagyár SC | 10 | 2  | 1 | 7  | 7  | 21 | 5  |            |
| 6. | Goldberger SE             | 10 | 0  | 0 | 10 | 0  | 0  | 0  | Kizárva    |

* M: Mérkőzés Gy: Győzelem D: Döntetlen V: Vereség G+: Dobott gól G-: Kapott gól P: Pont
A GSE kizárása előtt ez volt a tabella:
| #  | Csapat                    | M  | Gy | D | V | G+ | G- | P  |
| -- | ------------------------- | -- | -- | - | - | -- | -- | -- |
| 1. | Goldberger SE             | 10 | 8  | 0 | 2 | 37 | 23 | 16 |
| 2. | Magyar Posztó SE          | 10 | 7  | 0 | 3 | 35 | 20 | 14 |
| 3. | Kistex SE                 | 10 | 5  | 1 | 4 | 12 | 22 | 11 |
| 4. | Magyar Pamut SC           | 10 | 5  | 0 | 5 | 25 | 22 | 10 |
| 5. | Olympia DNSE              | 10 | 3  | 2 | 5 | 26 | 33 | 8  |
| 6. | Angol–Magyar Cérnagyár SC | 10 | 0  | 1 | 9 | 9  | 25 | 1  |

* M: Mérkőzés Gy: Győzelem D: Döntetlen V: Vereség G+: Dobott gól G-: Kapott gól P: Pont

## II. osztály
1. Koszorú XIII. 28, 2. WMTK 22, 3. MPSE 19, 4. MPSC 15, 5. Koszorú Brust 12, 6. Standard SC 9, 7. Koszorú X. 7, 8. Goldberger SE 0 pont.

## Terembajnokság
| #  | Csapat           | M | Gy | D | V | G+ | G- | P |
| -- | ---------------- | - | -- | - | - | -- | -- | - |
| 1. | Magyar Posztó SE | 4 | 4  | 0 | 0 | 20 | 5  | 8 |
| 2. | Koszorú XIII.    | 4 | 3  | 0 | 1 | 35 | 10 | 6 |
| 3. | Munkás TE        | 3 | 1  | 0 | 2 | 11 | 12 | 2 |
| 4. | Koszorú Brust    | 3 | 1  | 0 | 2 | 10 | 27 | 2 |
| 5. | Koszorú XI.      | 4 | 0  | 0 | 4 | 3  | 43 | 0 |

* M: Mérkőzés Gy: Győzelem D: Döntetlen V: Vereség G+: Dobott gól G-: Kapott gól P: Pont
Megjegyzés: Az MTE-Koszorú Brust meccs eredménye hiányzik.